# The Elements
『The Elements』（ジ・エレメンツ）は、日本のヴィジュアル系ロック・バンド、摩天楼オペラが通算15枚目のシングルより打ち出したコンセプト。

## 内容
- 2015年4月6日、シングル「ether」の発売に先駆け打ち出したコンセプト。コンセプト発表と同時にシングル「ether」の特設サイトと、コンセプトサイトが開設された。
- “The Elements”とは地球を形成する五大元素【水】【土】【火】【風】【Ether】を指しており、それぞれにシングル曲が一曲ずつ対応する。また、【地球】にはアルバムが対応する。

## シングル
The Fifth Element「Ether」 『ether』
- 「Ether(光)」に対応。
- 2015年4月8日発売にシングル「ether」を発売。
- 作詞作曲は共に苑。
- カップリング曲は「Round&Round」（作詞：苑、作曲：彩雨）と「蟻の行進」（作詞作曲：苑）。

The Fourth Element「Air」 『君と見る風の行方』
- 「風」に対応。
- 2015年6月18日発売に配信シングル「君と見る風の行方」が配信スタート。
- 作詞作曲は共に苑。

The Third Element「Water」 『青く透明なこの神秘の海へ』
- 「水」に対応。
- 2015年7月20日発売に配信シングル「青く透明なこの神秘の海へ」が配信スタート。
- 作詞作曲は共に苑。

The Second Element「Earth」 『讃えよう 母なる地で』
- 「土（地）」に対応。
- 2015年8月21日発売に配信シングル「讃えよう 母なる地で」が配信スタート。
- 作詞は苑、作曲は彩雨。

The First Element「Fire」 『BURNING SOUL』
- 「火」に対応。
- 2015年10月21日発売にシングル「BURNING SOUL」を発売。
- 作詞作曲は共に苑。
- カップリング曲は「EMPEROR」（作詞：苑、作曲：彩雨）と「アブサン」（作詞：苑、作曲：Anzi）。

## アルバム
The Elements「Gaia」 『地球』
- 「地球」に対応。
- 2016年1月20日発売にアルバム『地球』を発売。
- 作詞作曲は共に苑。